# Tiếng Mi'kmaq
Tiếng Mi'kmaq (/ˈmɪɡmɑː/ MIG-mah), (còn được gọi là Miꞌkmawiꞌsimk) là ngôn ngữ thuộc nhóm Đông Algonquin được sử dụng bởi gần 11.000 người Mi'kmaq, một thổ dân sống chủ yếu tại Canada và Hoa Kỳ (dân số là khoảng 20.000). Tên trong ngôn ngữ này là Lnuismk, Miꞌkmawiꞌsimk hoặc Miꞌkmwei (trong một số phương ngữ) (Miꞌkmaq là từ ở dạng số nhiều có nghĩa là 'các bạn của tôi' (miꞌkm ở dạng số ít; dạng tính từ là Miꞌkmaw).

## Ngữ âm

### Nguyên âm
|      | Trước | Trước | Giữa | Giữa | Sau | Sau |
| ngắn | dài   | ngắn  | dài  | ngắn | dài |     |
| ---- | ----- | ----- | ---- | ---- | --- | --- |
| Đóng | i     | iː    |      |      | u   | uː  |
| Vừa  | e     | eː    | ə    | ə    | o   | oː  |
| Mở   |       |       | a    | aː   |     |     |

### Phụ âm
|          | Môi-môi | Lợi | Ngạc cứng | Ngạc mềm | Ngạc mềm |
| bth.     | Môi-môi | Lợi | Ngạc cứng | mh.      |          |
| -------- | ------- | --- | --------- | -------- | -------- |
| Mũi      | m       | n   |           |          |          |
| Tắc      | p       | t   | t͡ʃ        | k        | kʷ       |
| Xát      |         | s   |           | x        | xʷ       |
| Tiếp cận |         | l   | j         |          | w        |

Phụ âm có thể được chia thành hai nhóm: nhóm âm ồn (/p, t, k, kʷ, t͡ʃ, s, x, xʷ/) và nhóm âm vang (/m, n, w, l, j/ và tất cả các nguyên âm).
Các âm ồn có nhiều cách phát âm khác nhau. Khi đứng đầu từ hay đứng sau âm ồn khác, những âm này vô thanh [p, t, k, kʷ, t͡ʃ, s, x, xʷ]. Tuy nhiên khi nằm giữa âm vang, chúng là những âm hữu thanh [b, d, ɡ, ɡʷ, d͡ʒ, z, ɣ, ɣʷ]. Khi âm tắc và tắc xát đứng cuối từ, những âm này phải bật hơi [pʰ, tʰ, kʰ, kʷʰ, tʃʰ]. Một ví dụ về từng loại phát âm được đưa ra dưới đây:
| Tha âm vị | Chính tả | Âm vị     | Ngữ âm     | Nghĩa        |
| --------- | -------- | --------- | ---------- | ------------ |
| Vô thanh  | tia'm    | /tiaːm/   | [tiaːm]    | nai sừng tấm |
| Hữu thanh | Miꞌkmaq  | /miːkmax/ | [miːɡmax]  | Miꞌkmaq      |
| Bật hơi   | sqolj    | /əsxolt͡ʃ/ | [əsxolt͡ʃʰ] | ếch          |

Tiếng Miꞌkmaq phân biệt nguyên âm và phụ âm dài và ngắn, chúng được biểu thị trong chính tả Listuguj bằng cách nhân đôi phụ âm. Ngoài việc mở rộng về độ dài, các phụ âm dài còn thêm schwa khi đứng trước các phụ âm khác. Ví dụ, so sánh /en.mitk/ (chính tả Listuguj là enmitg ('chảy đi')) với /en.nə.mit/ (ennmit ('dính vào')); hoặc /tox.tʃu.pi.la.wek/ (toqjuꞌpilaweg ('kéo lên')), với (/ke.si.kaw.wek/ (gesigawweg ('ồn ào')).
Các từ trong chính tả Listuguj đôi khi bắt đầu bằng cụm phụ âm, ví dụ như trong gtaꞌn ('biển') và mgumi ('băng'). Tuy nhiên   các cụm phụ âm như vậy được phát âm theo âm tiết tách rời với một âm schwa đứng trước cụm; ví dụ, gtaꞌn được phát âm là /ək.taːn/ trong khi mgumi được phát âm là /əm.ku.mi/. Mặt khác, cụm phụ âm đứng cuối từ, ví dụ như asigetg ('xúi giục') được phát âm theo một âm tiết: so sánh cách phát âm của asigetg (/a.si.ketk/) với mestꞌg ('nếm'), /mes.tək/.

## Ngữ pháp

### Cú pháp
Tiếng Miꞌkmaq sử dụng trật tự từ tự do, dựa trên sự nhấn mạnh thay vì trật tự cố định về chủ ngữ, tân ngữ và động từ theo truyền thống. Ví dụ, câu "Tôi nhìn thấy một con nai sừng tấm đứng ngay trên đồi" có thể được dịch là "sapmiꞌk ala nemaqtꞌk na tett tia'm kaqamit" (Tôi đã nhìn thấy anh ấy/ở đó/trên đồi/ngay đó/một con nai sừng tấm/anh ấy đang đứng) hoặc "sapmiꞌk ala tia'm nemaqtꞌk na tett kaqamit" (Tôi đã nhìn thấy anh ấy/ở đó/một con nai sừng tấm/trên đồi/ngay đó/anh ấy đang đứng); câu sau nhấn mạnh con nai sừng tấm bằng cách đặt tia'm ('nai sừng tấm') trước trong lời nói. Là một ngôn ngữ hỗn nhập, ngôn ngữ này có các động từ thường chứa chủ ngữ và tân ngữ trong câu: ví dụ, từ sapmiꞌk nói trên dịch ra là 'I saw him'.
Mặc dù rất khó để phân loại tiếng Miꞌkmaq theo các danh mục trật tự từ truyền thống như SVO hoặc SOV, một thể động từ cố định của ngôn ngữ nằm trong hình thái động từ. Một số phần hình thái bên trong của động từ trong tiếng Miꞌkmaq có vị trí đặt bình thường: ví dụ, khi có thể động từ thì xuất hiện dưới dạng tiền tố đầu tiên, trong khi yếu tố đánh dấu phủ định luôn xuất hiện sau gốc động từ. Có thể xem ví dụ cho cả hai trường hợp này trong động từ kisipawnatqaꞌtiꞌw (kisi-paw-natq-aꞌti-w), dịch ra là 'họ không thể ra ngoài': tiền tố kisi đánh dấu động từ ở thể hoàn thành, trong khi yếu tố đánh dấu w xuất hiện ngay sau gốc động từ aꞌti ('the two move'). Tuy nhiên những thành phần động từ được đặt cố định này được ghép nối với các dấu hiệu có thể xuất hiện trong toàn bộ từ, lại tùy vào nhấn mạnh; tính động từ nói riêng có thể xuất hiện một cách trôi chảy xuyên suốt các động từ. Tóm lại, mặc dù có thể dự đoán được một số thể động từ cụ thể của tiếng Miꞌkmaq, nhưng phần lớn cú pháp nói chung là tự do và phụ thuộc vào ngữ cảnh.
Động từ tiếng Mi'kmaq cũng được đánh dấu theo thì.

### Danh từ
Danh từ tiếng Mi'kmaq có thể động vật hoặc bất động vật. Đây là một đặc điểm chung giữa các ngôn ngữ Algonquin. Hình thái động từ thay đổi tùy thuộc vào tính động vật của danh từ. Ví dụ:
Nemitu – 'Tôi nhìn thấy (danh từ bất động vật)'
Nemi'k – 'Tôi nhìn thấy (danh từ động vật)'